# Hans Schildmacher
Hans Egon Wilhelm Schildmacher (* 13. März 1907 in Magdeburg; † 3. September 1976 auf Hiddensee) war ein deutscher Zoologe, Ornithologe und Hochschullehrer.

## Leben und Wirken
Nach dem Schulabschluss studierte er Zoologie, Botanik, Chemie und Philosophie in Halle (Saale) und Berlin und promovierte 1931 als damaliger wissenschaftlicher Hilfsarbeiter in der Naturkundlichen Abteilung des Provinzialmuseums in Hannover zum Dr. phil. Danach war er Forschungsassistent an der Vogelwarte der Staatlichen Biologischen Anstalt zu Helgoland tätig. 1939 wechselte er an das Zoologische Institut der Universität Rostock, wo er 1942–1945 als medizinischer Entomologe tätig war. 1948 wurde er Leiter der Vogelwarte in Kloster auf Hiddensee.
Nach erfolgter Habilitation wurde er 1950 Dozent an der Universität Greifswald und 1951 zum Professor mit Lehrauftrag für Biologie und Zoologie ernannt und zudem Direktor der Biologischen Forschungsanstalt auf Hiddensee. Seit 1959 war er in Greifswald im Besitz eines Lehrstuhls. 1973 wurde er emeritiert.
Seit 1924 war er Mitglied der Deutschen Ornithologen-Gesellschaft. Ab 1954 war er Redakteur der ornithologischen Zeitschrift Der Falke.

## Schriften (Auswahl)
- Untersuchungen über die Funktion der Herbstschen Körperchen. Berlin 1931.
- Hoden und Schilddrüse des Gartenrotschwanzes Phoenicurus ph. phoenicurus (L.) unter dem Einfluß zusätzlicher Belichtung im Herbst und Winter. Thieme, Leipzig 1938.
- Darmkanal und Verdauung bei Stechmückenlarven. Thieme, Leipzig 1950.
- Die Vogelwelt der Insel Hiddensee. Volksdruckerei, Greifswald 1955.
- Vogelwarten und Vogelschutzwarten. (= Kleine Bibliothek der Natur- und Heimatfreunde; 6) Sachsenverlag, Dresden 1955.
- (Hrsg.) Beiträge zur Kenntnis deutscher Vögel. VEB Gustav Fischer Verlag, Jena 1961.
- (Hrsg.) Wir beobachten Vögel. G. Fischer, Stuttgart 1965.